# Alla Nazimova
Alla Nazimova, nascida Mariam Edez Adelaida Leventon, (Yalta, 22 de maio de 1879 — Los Angeles, 13 de julho de 1945), foi uma atriz russa e estadunidense. Foi uma das grandes estrelas do cinema mudo.

## Biografia

### Primeiros anos
Alla nasceu como Marem-Ides Leventon (nome russo Adelaida Yakovlevna Leventon) em Ialta, Crimeia, Império Russo. Seu nome artístico Alla Nazimova era uma combinação de Alla (um diminutivo de Adelaida) e o sobrenome de Nadezhda Nazimova, a heroína da novela russa Children of the Streets. Ela era amplamente conhecida como apenas Nazimova, e também foi sob o nome de Alia Nasimoff.
Ela era a mais nova de três filhos de pais judeus, Yakov Abramovich Leventon, um farmacêutico e Sofia (Sara) Lvovna Horowitz, que mudou-se de Chișinău para Yalta em 1870. Ela cresceu em uma família disfuncional; seus pais se divorciaram quando ela tinha apenas 8 anos de idade. Depois que seus pais se separaram, ela viveu entre internatos, casas de acolhimento e de parentes.

### Carreira

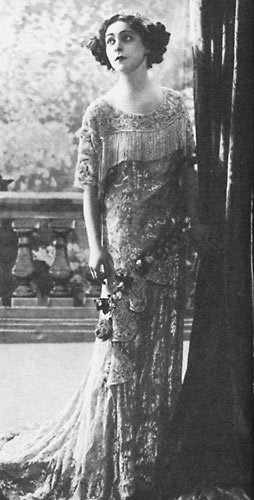
Nazimova na peça da Broadway The Marionettes' de 1911

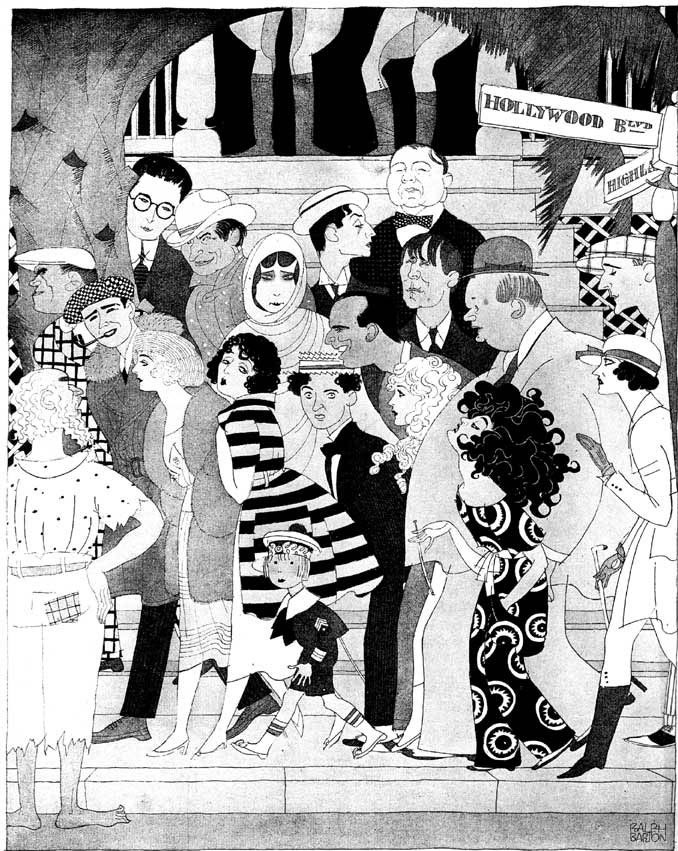
Caricatura da Vanity Fair de 1922 de Ralph Barton, que mostra as pessoas famosas que, ele imaginou, deixaram o trabalho todos os dias em Hollywood. Nazimova está caracterizada com o figurino de Camille.

Quando adolescente, ela começou a se interessar pelo teatro e fez aulas de atuação na Academia de Atuação em Moscou. Ela se juntou ao Teatro de Arte de Moscou de Constantin Stanislavski usando o nome de Alla Nazimova pela primeira vez.
A carreira de teatro de Nazimova floresceu cedo; e em 1903 ela era uma grande estrela em Moscou e São Petersburgo. Ela visitou a [Europa]], incluindo cidades como Londres e Berlim, com seu namorado, Pavel Orlenev, um ator e produtor extravagante. Em 1905, eles se mudaram para Nova Iorque e fundaram um teatro no idioma russo, no Lower East Side. O empreendimento não teve êxito; e Orlenev retornou à Rússia enquanto Nazimova permaneceu em Nova Iorque.
Ela foi contratada pelo produtor americano Henry Miller e fez sua estreia na Broadway em Nova Iorque, em 1906, com sucesso de público e crítica. Sua estreia em língua inglesa aconteceu em novembro de 1906, no papel principal de Hedda Gabler. Alla tornou-se extremamente popular, muito rapidamente, (um teatro foi nomeado com o nome dela) e permaneceu uma grande estrela da Broadway por anos, muitas vezes atuando nas peças de Henrik Ibsen e Anton Chekhov. Dorothy Parker descreveu-a como a melhor Hedda Gabler que ela já havia visto.
Devido à sua notoriedade em uma peça de 35 minutos de 1915, intitulada  War Brides , Nazimova fez sua estreia na versão filmada da peça, um filme mudo de 1916  que foi produzido por Lewis J. Selznick. Um jovem ator com uma pequena parte no filme foi Richard Barthelmess, cuja mãe ensinou inglês a artista. Nazimova o incentivou a atuar em filmes e depois ele tornaria-se uma estrela. Em 1917, ela negociou um contrato com a Metro Pictures, uma precursora da MGM, que incluiu um salário semanal de US $ 13.000. Ela mudou-se de Nova Iorque para Hollywood, onde fez uma série de filmes bem sucedidos para a Metro que lhe rendeu um dinheiro considerável. Em 1927, ela tornou-se cidadã naturalizada dos Estados Unidos.

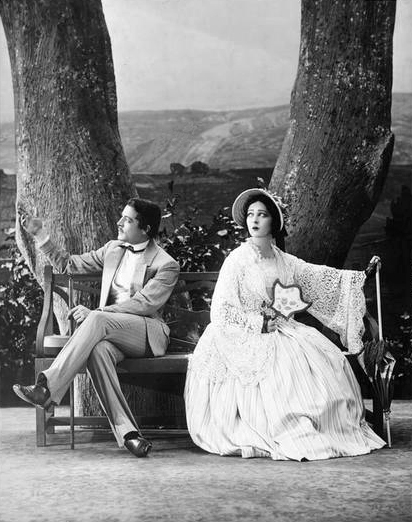
Elliot Cabot e Alla Nazimova no Theatre Guild, na peça A Month in the Country (1930)

Nazimova logo se sentiu confiante o suficiente em suas habilidades para começar a produzir e escrever filmes em que também estrelou. Em suas adaptações de filmes de obras de escritores tão notáveis como Oscar Wilde e Ibsen, ela desenvolveu suas próprias técnicas de cinema, que eram consideradas ousadas na época. Seus projetos, incluindo "A Doll's House" (1922), com base em Ibsen e "Salomé" (1923), com base na peça de Wilde, foram fracassos de crítica e público.
Em 1925, Nazimova não podia mais arcar em investir em filmes; e os financiadores negavam seu apoio. Com poucas opções, desistiu da indústria cinematográfica, voltando a atuar na Broadway, estrelando como Natalya Petrovna, em 1930, na produção de Rouben Mamoulian, de Turgenev A Month in the Country e uma performance aclamada como a Sra. Alving em Ghosts, de Ibsen , que o crítico Pauline Kael mais tarde descreveu como o maior desempenho que ela já havia visto no palco americano. No início da década de 1940, ela apareceu em mais alguns filmes, fazendo a mãe de Robert Taylor em Escape (1940) e como mãe de Tyrone Power em Blood and Sand (1941). Este retorno tardio aos filmes, felizmente, preserva Nazimova e sua arte no cinema falado.

### Vida pessoal
Em 1899, ela se casou com Sergei Golovin, um colega ator. Enquanto ainda na Rússia e antes de chegar à América em 1905, Nazimova pode ter dado à luz uma criança. O pai especula-se ser seu marido Golovin ou seu amante Orlenev.[carece de fontes?]
De 1912 a 1925, Nazimova manteve um "casamento de aparências" com Charles Bryant (1879-1948), um ator britânico. A fim de reforçar este acordo com Bryant, Nazimova manteve seu casamento com Golovin, em segredo da imprensa, seus fãs e até mesmo seus amigos. Em 1923, ela divorciou-se de Golovin sem viajar para a União Soviética. Seus papéis de divórcio, que chegaram nos Estados Unidos naquele verão, declararam que, em 11 de maio de 1923, o casamento da "cidadã Leventon Alla Alexandrovna" e Sergius Arkadyevitch Golovin ", consumado entre eles na Igreja da Cidade de Boruysk em 20 de junho de 1899, "tinha sido oficialmente dissolvido. Um pouco mais de dois anos depois, em 16 de novembro de 1925, Charles Bryant, 43 anos, surpreendeu a imprensa, os fãs de Nazimova e Nazimova se casando com Marjorie Gilhooley, 23, em Connecticut. Quando a imprensa descobriu o fato de Charles ter listado seu estado civil atual como "solteiro" em sua licença de casamento, a revelação de que o casamento entre Alla e Charles tinha sido uma farsa desde o início, envolve Nazimova em um escândalo que prejudicou sua carreira.

#### Relações com mulheres

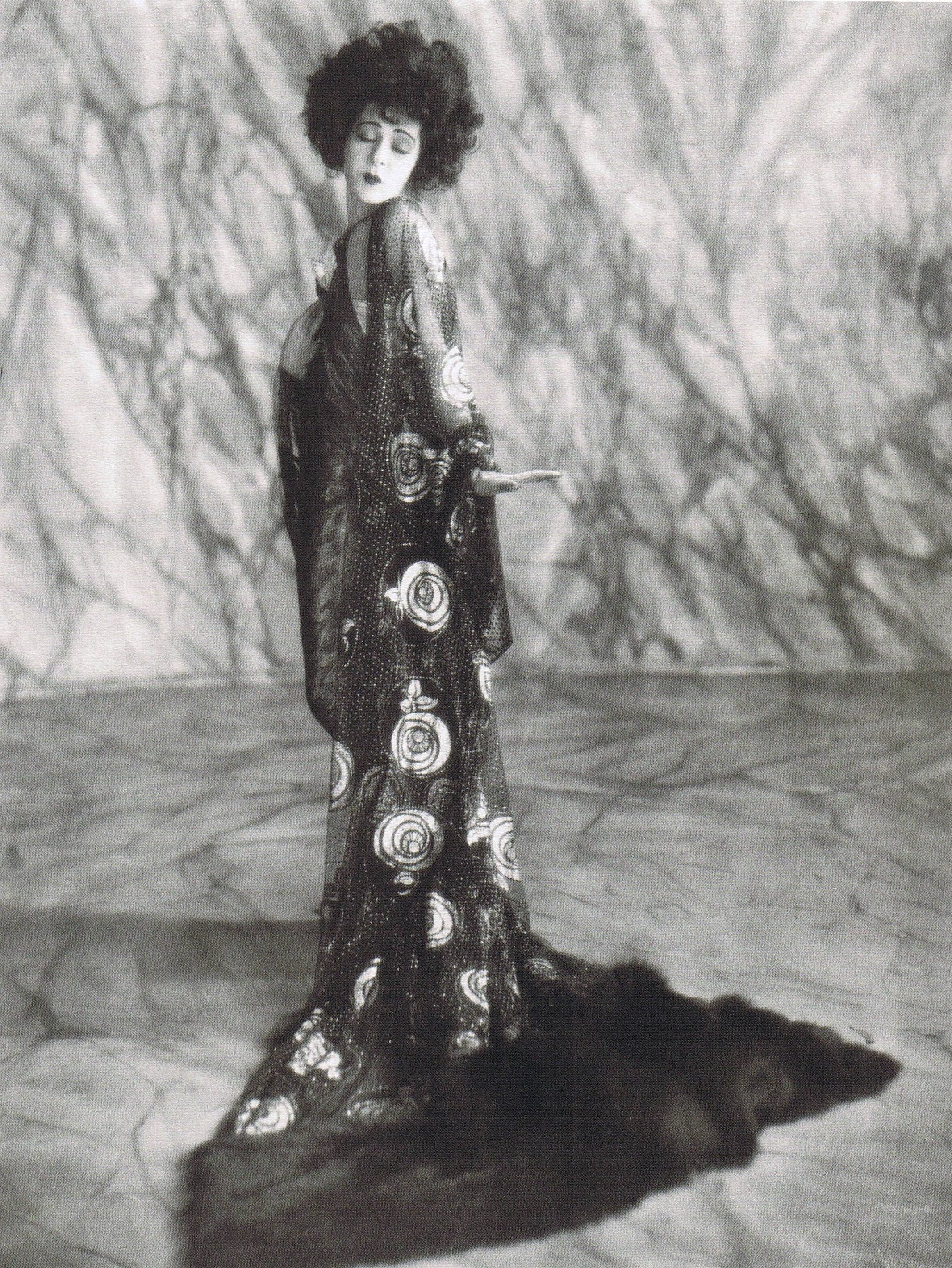
Alla Nazimova fotografada por Arthur Rice como Marguerite Gautier em Camille (1921)

De 1917 a 1922, Nazimova exerceu influência e poder consideráveis em Hollywood. Nazimova ajudou a iniciar as carreiras de ambas as esposas de Rudolph Valentino, Jean Acker e Natacha Rambova. Embora estivesse envolvida em um caso com Acker, é debatido até onde seu envolvimento com Rambova se desenvolveu em um caso sexual. No entanto, havia rumores de que Nazimova e Rambova estavam envolvidos em um caso lésbico (eles são discutidos extensamente em Dark Lover, a biografia de Emily Leider de Rudolph Valentino), mas esses rumores nunca foram definitivamente confirmados. Ela ficou muito impressionada com as habilidades de Rambova como diretora de arte, e a mesma desenhou os set inovadores para as produções de filmes de Nazimova como Camille (1921) e Salmoné (1923).
Confirmadas entre os romances de Nazimova estão a atriz Eva Le Gallienne, a diretora Dorothy Arzner, a escritora Mercedes de Acosta e a sobrinha de Oscar Wilde, Dolly Wilde. Bridget Bate Tichenor, uma artista de Realismo mágico e pintora surrealista também foi rumor de ser uma das amantes favorecidos de Nazimova em Hollywood durante os anos da Segunda Guerra Mundial de 1940 a 1942. As duas foram apresentadas pelo poeta e colecionador de arte Edward James, e de acordo com Tichenor, sua relação íntima irritou a companheira de longa data de Nazimova, Glesca Marshall.
Acredita-se que Nazimova cunhou a frase "sewing circle" como um código para se referir a atrizes lésbicas ou bissexuais de seu tempo, que dissimularam sua verdadeira sexualidade.
Nazimova morou com Glesca Marshall desde 1929 até sua morte em 1945. : 289

#### Amizades e ligações famosas
Edith Luckett Davis, uma atriz de teatro e filmes e a mãe da futura Primeira-dama dos Estados Unidos, Nancy Reagan, era uma amiga de Nazimova, tendo atuado com ela no palco. Edith se casou com Kenneth Seymour Robbins e, após o nascimento de sua filha Nancy em 1921, Nazimova tornou-se sua madrinha. Nazimova continuou sendo amiga de Edith e seu segundo marido, neurocirurgião Loyal Davis até sua morte. Ela também era a tia do produtor de filmes americano Val Lewton.

#### Jardim de Alá
O estilo de vida privado de Nazimova deu origem a rumores generalizados de festas esquisitas e supostamente deambuladas em sua mansão no Sunset Boulevard, em Hollywood, Califórnia, conhecido como "The Garden of Alla", que ela arrendou em 1918 e comprou de forma definitiva no ano seguinte. Devido a quase falência em 1926, ela converteu a propriedade de 2,5 hectares em um hotel, construindo 25 moradias na propriedade. O Garden of Alla Hotel abriu em janeiro de 1927. Mas Nazimova estava mal equipada para dirigir um hotel e, eventualmente o vendeu, voltando para a Broadway e peças teatrais. Em 1930, o hotel tinha sido comprado pela Central Holding Corporation, que mudou o nome para Garden of Allah Hotel. Quando Nazimova voltou para Hollywood em 1938, alugou o Villa 24 do hotel e morou lá até morrer.

### Morte e memoriais
Em 13 de julho de 1945, Nazimova morreu de uma trombose coronariana, aos 66 anos, no Hospital Good Samaritan em Los Angeles. Suas cinzas foram enterradas no Forest Lawn Memorial Park Cemetery em Glendale. Suas contribuições para a indústria cinematográfica foram reconhecidas com uma estrela no Hollywood Walk of Fame.

## Legado
Nazimova foi retratada em filme três vezes. Os dois primeiros foram filmes biográficos sobre Rudolph Valentino: "The Legend of Valentino", de 1975, em que foi retratada por Alicia Bond; e Valentino de 1977, no qual ela foi retratada por Leslie Caron. Em 2011 Alla aparece no filme "Silent Life", onde ela é interpretada por Galina Jovovich.[carece de fontes?]
A personagem de Nazimova também aparece na ópera de Dominick Argento, "Dream of Valentino", na qual ela também toca violino.
Nazimova também foi destaque no livro de 2004, do maquiador Kevyn Aucoin, "Face Forward", no qual ele fez Isabella Rossellini assemelhar-se a ela, caracterizada de personagem de Dama das Camélias.
A atriz Romy Nordlinger primeiro retratou Alla Nazimova na produção da The Society for the Preservation of Theatrical History de Stage Struck: de Kemble a Kate, encenada no Snapple Theatre Center, em Nova York, em dezembro de 2013.
No outono de 2016, PLACES, um show solo de multimídia sobre Alla Nazimova, apoiado pelo League of Professional Theatre Women's Heritage Program, escrito e interpretado por Romy Nordlinger estreou no Playhouse Theatre por tempo limitado.
Romy Nordlinger retratará novamente Alla Nazimova em PLACES, o show solo multimídia, como parte da série East to Edinburgh em 59E59 Teatros em Nova York, no final de julho de 2017, antes de se mudar para Edimburgo, na Escócia, para o Festival Fringe de 2017.

## Filmografia

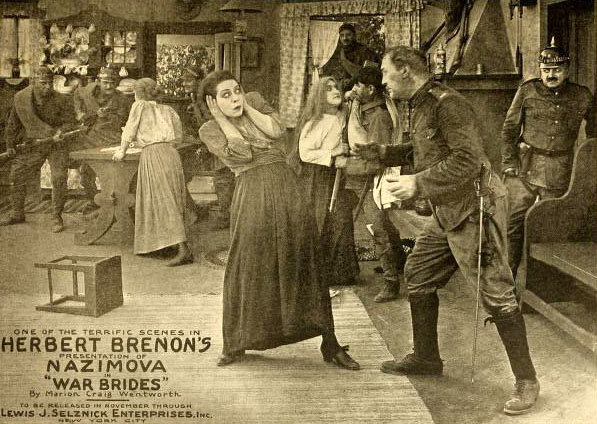
War Brides (1916)
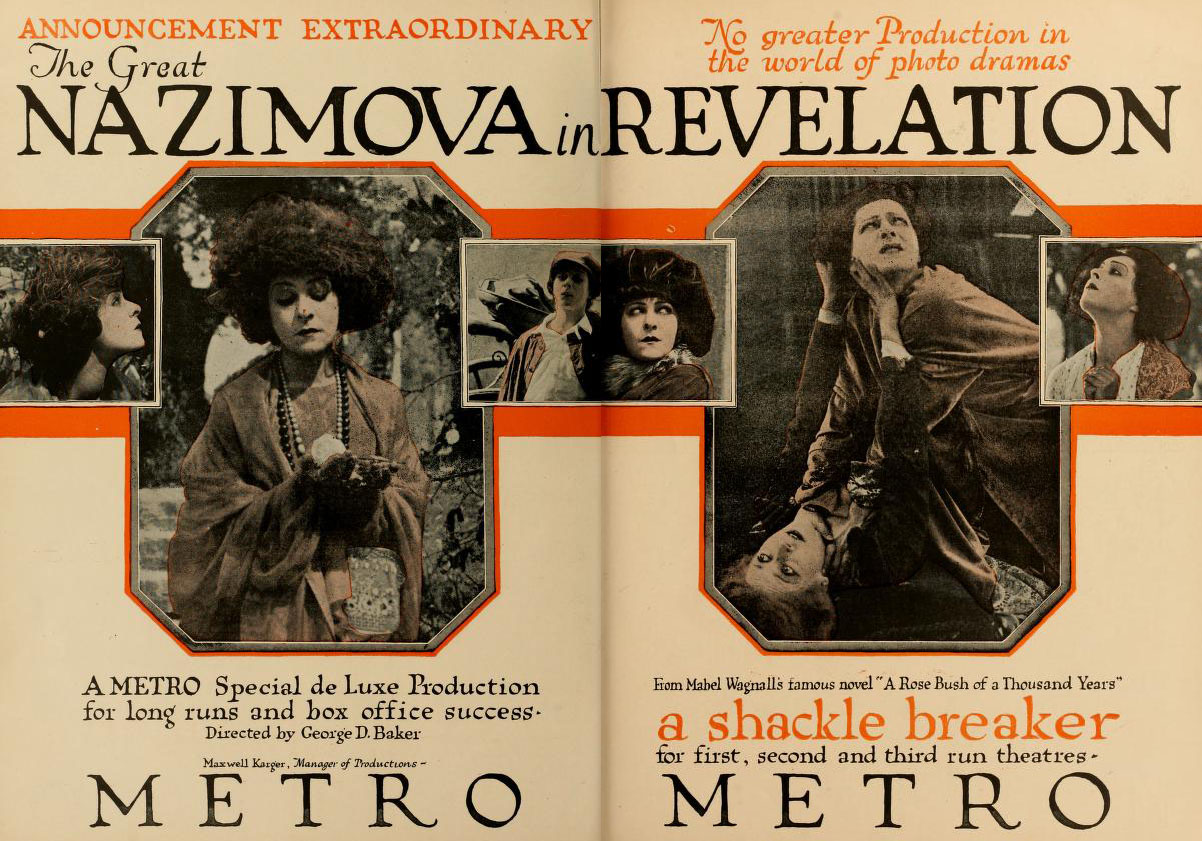
Revelation (1918)
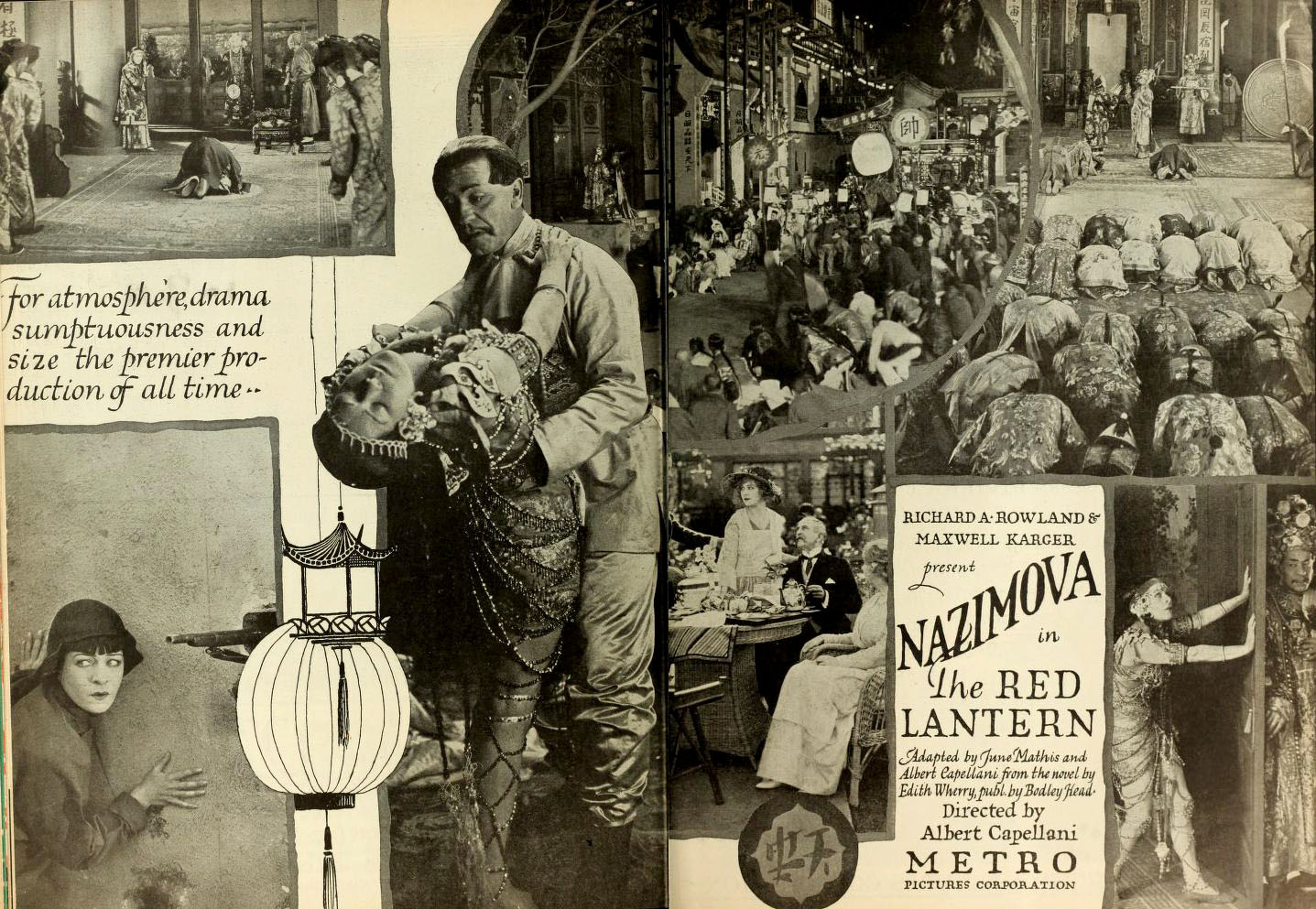
The Red Lantern (1919)

| Ano  | Filme                      | Papel                                        | Notas                                      |
| ---- | -------------------------- | -------------------------------------------- | ------------------------------------------ |
| 1916 | War Brides                 | Joan                                         |                                            |
| 1918 | Revelation                 | Joline                                       |                                            |
| 1918 | Toys of Fate               | Zorah/Hagah                                  |                                            |
| 1918 | A Woman of France          |                                              |                                            |
| 1918 | Eye for Eye                | Hassouna                                     | Também produtora e co-diretora.            |
| 1919 | Out of the Fog             | Faith & Eve                                  |                                            |
| 1919 | The Red Lantern            | Mahlee & Blanche Sackville                   |                                            |
| 1919 | The Brat                   | The Brat                                     | Também produtora e roteirista.             |
| 1920 | Stronger Than Death        | Sigrid Fersen                                | Também produtora.                          |
| 1920 | The Heart of a Child       | Sally Snape                                  | Também produtora.                          |
| 1920 | Madame Peacock             | Jane Gloring/Gloria Cromwell                 | Também produtora e roteirista. (adaptação) |
| 1920 | Billions                   | Princess Triloff                             | Também roteirista (títulos) e editora.     |
| 1921 | Camille                    | Marguerite Gautier/Manon Lescaut in Daydream |                                            |
| 1922 | A Doll's House             | Nora Helmer                                  | Também produtora e roteirista.             |
| 1923 | Salomé                     | Salomé                                       | Também produtora.                          |
| 1924 | Madonna of the Streets     | Mary Carlson/Mary Ainsleigh                  |                                            |
| 1925 | The Redeeming Sin          | Joan                                         |                                            |
| 1925 | My Son                     | Ana Silva                                    |                                            |
| 1940 | Escape                     | Emmy Ritter                                  |                                            |
| 1941 | Blood and Sand             | Señora Augustias Gallardo                    |                                            |
| 1944 | In Our Time                | Zofya Orvid                                  |                                            |
| 1944 | The Bridge of San Luis Rey | Doña Maria – The Marquesa                    |                                            |
| 1944 | Since You Went Away        | Zofia Koslowska                              |                                            |